# Маја Оџаклијевска
Маја Оџаклијевска (мкд. Маја Оџаклиевска; Скопље, 21. април 1954) је македонска и српска певачица поп рок и џез музике.

## Биографија
Иако је на сцени присутна више од три деценије, до сада је издала само два албума. Најпознатије песме су јој Буди добар, Даљине, Све ти опраштам и Срећо реци.
Она је марта 2013. са песмом Анђео са неба учествовала на такмичењу Беосонг 2013, на коме је у полуфиналу била тринаеста са 616 SMS гласова. Победу је однела група Моје 3. Она је почетком фебруара изјавила да неће моћи да учествује услед здравствених проблема. Композицију је намеравала да преда својем млађем колеги Ненаду Цвијетићу. Иако Маји и Цвијетићу тај уступак није могао бити учињен, Оџаклијевска је ослобођена свих проба, како се не би претерано замарала. Сем тога, она је своју баладу у полуфиналу извела седећи на високој столици.
У српској синхронизацији Дизнијевог филма из 2016. Вајана је позајмила глас баки Тали.
Хотећи да побегне од пресије београдског начина живота и тако помогне осетљивим члановима породице, више од деценије живи у приградском насељу Велике Плане, Старом Селу.

## Албуми
- Биће све у реду, ПГП РТБ, 1982.[7]
- Беле њиве, ПГП РТС, 1995.

## Фестивали
Београдско пролеће:
- Даљине, Београдско пролеће '79, награда за интерпретацију
- Између нас, Београдско пролеће '81
- Биће све у реду, Београдско пролеће '82
- Даљине / Сети се наше љубави, (Вече ретроспективе - највећих хитова са фестивала Београдско пролеће), '88
- Без љубави, Београдско пролеће '93
- Сама, Београдско пролеће '94
- Више ниси мој, Београдско пролеће '95, победничка песма и награда за интерпретацију

Београдски шлагер:
- Далеко од истине, Београдски шлагер '93, друга награда публике и награда за интерпретацију
- Све ти опраштам, Београдски шлагер '94, победничка песма

МЕСАМ:
- Романса о нама, МЕСАМ '84, треће место
- Игоре мој, МЕСАМ '85
- Ти си ми све, МЕСАМ '86
- Она пева је, је, МЕСАМ '87
- Додирни ноћ, МЕСАМ '88
- Аморе мио, МЕСАМ '92
- Буди добар као што сам ја, МЕСАМ '95, победничка песма и награда за интерпретацију
- Растанак, МЕСАМ '96, победничка песма

Беосонг:
- Анђео с неба, Беосонг 2013

Хит парада:
- Кад нежне свирке тихи замре тон, Хит парада '74

Ваш шлагер сезоне, Сарајево:
- Мјесечев сан, ВШС '76
- Тако мора бити, ВШС '81
- Срећо реци, ВШС '82
- Обала љубави, ВШС '88

Омладина, Суботица:
- Само љуби, трећа награда стручног жирија, Омладина '72
- Буди добар као што сам ја, поводом 50-о годишњице суботичког фестивала младих, 2011

Скопље:
- Мислев ќе те заборавам, Скопје '71
- Деној неповратни, Скопје '73, награда за интерпретацију
- В облак сонце, Скопје '74, победничка песма
- Сказно моја, Скопје '78
- Не ме допирај, Скопје '94, победничка песма
- Прости ми, Скопје '96, друго место

Макфест, Штип:
- Шила, Макфест '87

Југословенски избор за Евросонг:
- Не подносим дан, Београд '81, 9. место
- Јулија, Љубљана '82, 2. место
- Лиду-лиду-ду, Нови Сад '83, 3. место
- Ники, Скопље '84, 2. место
- Те љубам лудо (са групом Гу-гу), Љубљана '88, 5. место

Пјесма Медитерана, Будва:
- Загрли ме, Будва '97
- Сећам се, Будва 2000
- Горим, Будва 2003
- Једини, Будва 2008

Сунчане скале, Херцег Нови:
- Део дуге нама остаје, Сунчане скале '97
- Море лаги, Сунчане скале 2006
- Ружа увела, Сунчане скале 2008 (дует са Славеном Кнезовићем)

Радијски фестивал, Србија:
- Анатема, Радијски фестивал 2004, друго место
- Не верујем ти, Радијски фестивал 2005, друго место
- Падови до дна, Радијски фестивал 2007

Опатија:
- Како небо сино, Опатија '78
- Дај, дај / Враћам се, Опатија '80
- Слушам те, гледам те, Опатија '81
- Музичар / Ти си последњи воз, Опатија '82
- Ноћас си мој, Опатија '83
- Само сеќавања, Опатија '84
- Сребрне улице, Опатија '85

Сплит:
- Пјесма ће нам рећи, Сплит '78 (Вече Пјесме медитеранских игара), награда за интерпретацију и награда за најбољег дебитанта фестивала
- Односиш ми срце моје, Сплит '80
- Ђардини које смо вољели, Сплит '82
- Кадену си ми дао, Сплит '83, награда за интерпретацију
- Антонио мој, Сплит '84
- Не иди душо, Сплит '89

Славонија, Славонска Пожега:
- Доћи ћу у касне сате, Славонија '79

Цавтат, Карневал фест:
- Карусел, '87
- Нека буде све по старом, '88

Загреб:
- Опрости, Загреб '88

Евро фест, Интернационални фестивал забавне музике, Скопље:
- Многу солзи, победничка песма, '97

Македонски национални избор за Евросонг:
- Кој пат да изберем, 2006, девето место

Врњачка Бања:
- Жена с тајном, награда за најбољу женску интерпретацију, 2009

Охрид Фест:
- Пешчани сат (Вече поп музике, дует са Срђаном Марјановићем), 2020

## Синглови
- Кад нежне свирке замре тон/В облак сонце, ПГП РТБ, 1974
- Мјесечев сан/Шапни ми, РТВ Љубљана, 1976
- Ти си мој следећи промашај/Даљине, ПГП РТС, 1979
- Односиш ми срце моје/Враћам се, ПГП РТБ, 1980
- Између нас/Тако мора бити, ПГП РТБ, 1981
- Не подносим дан/Слушам те, гледам те, ПГП РТБ, 1981